# Sommaing
Sommaing település Franciaországban, Nord megyében. Lakosainak száma 398 fő (2022. január 1.). Sommaing Quérénaing, Vendegies-sur-Écaillon és Verchain-Maugré községekkel határos.

## Népesség
A település népessége az elmúlt években az alábbi módon változott:
| Lakosok száma | 390  | 428  | 426  | 413  | 406  | 403  | 399  | 398  | 398  |
|               | 2013 | 2015 | 2016 | 2017 | 2018 | 2019 | 2020 | 2021 | 2022 |